# Premis YoGa 2000
Els 11è Premis YoGa foren concedits al "pitjoret" de la producció cinematogràfica de 1999 per Catacric la nit del 31 de gener de 2000 "en un lloc cèntric de Barcelona" per un jurat anònim que ha tingut en compte les apreciacions, comentaris i suggeriments dels lectors de la seva web.

## Guardonats
| Secció           | Premi               | Nom                                                   | Guanyador                                                                     |
| ---------------- | ------------------- | ----------------------------------------------------- | ----------------------------------------------------------------------------- |
| Cinema estranger | Pitjor pel·lícula   | "wc_wc_wc.@rrobar.com"                                | El projecte de la bruixa de Blair                                             |
| Cinema estranger | Pitjor director     | "Los teleñecos en el espacio"                         | George Lucas, per Star Wars Episode I: The Phantom Menace                     |
| Cinema estranger | Pitjor actor        | "WonderbraD"                                          | Brad Pitt, per Fight Club i Meet Joe Black                                    |
| Cinema estranger | Pitjor actriu       | "Jabón, jabón"                                        | Helena Bonham Carter, per Fight Club, The Theory of Flight i Una guerra feliç |
| Cinema estranger | Honorífic           | "No me toques a Alfredito (Hitchcock), que me irrito" | Gus Van Sant, per Psycho                                                      |
| Cinema espanyol  | Pitjor pel·lícula   | "Pepe Gotera y Otilio: chapuzas a domicilio"          | La ciudad de los prodigios                                                    |
| Cinema espanyol  | Pitjor direcció     | "Lo tuyo es puro teatro"                              | Mario Gas, per El pianista                                                    |
| Cinema espanyol  | Pitjor actor        | "Tranquil, Jordi, tranquil"                           | Jordi Mollà, per El pianista, Volavérunt i Dollar for the Dead                |
| Cinema espanyol  | Pitjor actriu       | "Entre las piernas"                                   | Toni Cantó, per Todo sobre mi madre                                           |
| Cinema espanyol  | Honorífic           | "¿Qué ha hecho Goya para merecer esto?"               | Jorge Perugorría, per Volavérunt                                              |
| Especials        | Uno de los nuestros | "Todo sobre mi pase"                                  | Carmen Isasa, dels cinemes Icària de Barcelona                                |
| Especials        | Honorífic           | "Roseta, estate quieta"                               | Moviment Dogma                                                                |
| Especials        | Autoestima          | "No me agrado"                                        | Antonia San Juan, per la presentació de la gala dels Premis Goya 2000         |
| Especials        | Autoestima          | "El globo (el de oro y el otro) nunca es suficiente"  | Pedro Almodóvar                                                               |